# Margaret Leahy
Margaret Leahy (17 de agosto de 1902-17 de febrero de 1967) fue una actriz británica, nacida en Londres, que ganó un concurso de belleza y que rodó una única película en su muy corta carrera cinematográfica.

## Biografía
Leahy entró en el cine gracias a la actriz Norma Talmadge, que alegaba que Leahy era "la chica más embelesadora de Inglaterra". Aunque la publicidad decía que la joven reina de la belleza había actuado en películas inglesas y francesas en Europa, esto se demostró falso, especialmente después de que el director Frank Lloyd la hubiera descartado para rodar Within the Law (1922), la cual se suponía que iba a ser el gran debut cinematográfico de Leahy, explicando que ella no era capaz de hacer lo que cualquier actriz sí podría.
Leahy fue seleccionada como una de las trece WAMPAS Baby Stars en 1923, probablemente debido a la ayuda del productor Joseph Schenck, esposo de Norma Talmadge, que había firmado un contrato de tres años con Leahy. Tras ello, Schenck consiguió que Margaret actuara en la siguiente comedia de su cuñado, Buster Keaton, pues Schenck creía que a ella no le costaría demasiado hacer un papel cómico.
La única película de Leahy, Three Ages (Las tres edades) (1923), dirigida por Buster Keaton, no hizo nada absolutamente para mejorar su ya tambaleante carrera cinematográfica. No se prestó demasiada atención al papel de Leahy, y ella no volvió a actuar.
Tras esta película, Leahy escogió seguir en California, donde se casó, en vez de volver a Inglaterra. Posteriormente se hizo decoradora de interiores y despreció a la industria cinematográfica.
Aparentemente falleció por suicidio en Los Ángeles, California, a los 65 años de edad.